# Opret skovranke
Opret skovranke (Clematis stans) (japansk: Kusa-botan) er en staude eller dværgbusk med små, lyseblå blomster. Planten er hårdfør og velegnet til snit, men den dyrkes ikke meget i Danmark. Blomsterne er svagt duftende.

## Beskrivelse
Opret skovranke er en dværgbusk (under hårde betingelser: halvbusk eller sågar staude) med en opret, åben vækst. Barken er først lyst grågrøn og fint håret. Senere bliver den lysegrøn, og gamle grene får en lysegrå, opsprækkende bark. Knopperne sidder modsat, og de er lysegrå og kuglerunde. Bladene er trekoblede med ægformede småblade. Bladranden er groft tandet til svagt trelappet, oversiden er mørkegrøn med forsænkede bladribber, mens undersiden er lysegrøn. 
Blomstringen foregår i september-oktober, hvor man finder blomsterne samlet i åbne toppe fra bladhjørner og skudspidser. De enkelte blomster er regelmæssige med fire tilbagekrængede, lyseblå kronblade og talrige, grågule støvdragere. Frugterne er nødder med korte, grå frøhaler.
Rodsystemet er groft og højtliggende. 
Højde x bredde og årlig tilvækst: 0,75 x 1,00 m (25 x 10 cm/år). Målene kan anvendes ved udplantning.

## Hjemsted
Opret skovranke hører hjemme i Japan, hvor den findes på øerne Honshū, Kyushu og Shikoku. Arten er knyttet til let skyggede voksesteder med en veldrænet, men vedvarende fugtig jordbund. 
På bjergene ved Naeba san, Honshū, Japan (nordvest for Tokyo), vokser der næsten urørte, blandede løvskove med Fagus crenata som dominerende art. Klimaet er fugtigt-kontinentalt, og jordbunden består af et tyndt muldlag over basalt. Her vokser arten langs vandløb i 500 m højde sammen med bl.a. Hjertetræ, skæbnetræ, amurkorktræ, Alnus pendula (en art af el), butbladet liguster, etagekornel, hvid jodplante, Hydrangea serrata (en art af hortensia), håret tudselilje, japansk blommetaks, japansk bøg, japansk hestekastanje, japansk kryptomeria, japansk snebolle, japansk troldnød, kurilerbambus, kurilermagnolia, Lindera umbellata (en art af sommerlaurbær), monoløn, Quercus crispula (en art af eg), Rhododendron wadanum (en art af rododendron), sieboldløn og småbladet lind

| Portal | Portal:Botanik |

## Note
1. ↑  Pedro Gerstberger: Japan Excursion 2004. Fundortliste Arkiveret 4. september 2011 hos  Wayback Machine (tysk)